# Juan Carlos Arce
Juan Carlos Arce (Albacete, 1958 –) spanyol regény- és drámaíró, jogász.

## Élete
Albacetében született (Spanyolország). Újságíró volt Madridban (A Jurpovo).
2002-ben elnyerte a Fernando Lara-díjat a Los colores de la guerra (A háború színei) című regényével. 

## Művei
- Melibea no quiere ser mujer (Melibea nem akar nő lenni) – 1991
- Para seguir quemando preguntas
- La chistera sobre las dunas (Cilinder a dűnén)
- Retrato en blanco (Fehér portré)
- La segunda vida de doña Juana Tenorio (Juana Tenorino asszony második élete)
- El matemático del rey (A király matematikusa)
- La  mitad de una mujer (A nő fele)
- Los colores de la guerra (A háború színei)
- La orilla del mundo (A világ peremén)
- El aire de un fantasma (Egy szellem levegője)
- La noche desnuda (A meztelen éjszaka) – 2008